# Michael Andersson (piłkarz)
Michael Östen Andersson (ur. 24 sierpnia 1959) – szwedzki piłkarz, a także trener.

## Kariera piłkarska

### Kariera klubowa
W swojej karierze Andersson reprezentował barwy zespołów Älvsjö AIK, Hammarby IF, IFK Göteborg oraz Nacka FF. Wraz z IFK w 1987 roku zdobył mistrzostwo Szwecji.

### Kariera reprezentacyjna
W reprezentacji Szwecji Andersson zadebiutował 14 listopada 1979 w wygranym 3:1 towarzyskim meczu z Malezją, w którym strzelił też gola. W latach 1979–1982 w drużynie narodowej rozegrał 8 spotkań i zdobył 1 bramkę.
W 1988 roku został powołany do kadry na letnie igrzyska olimpijskie, zakończone przez Szwecję na ćwierćfinale.

## Kariera trenerska
Jako trener Andersson prowadził drużyny Djurgårdens IF oraz Malmö FF.